# コーラアップ
コーラアップ（商品名：コーラアップ 100g）は、株式会社明治が製造・販売しているグミ菓子の名称である。もとは明治製菓から発売されていた。

## 特色
コーラアップは日本で初めて発売されたグミである。発売当時は「グミ」というカテゴリーがまだ普及しておらず、「ゼリーキャンディ」として販売されていた。
プラスチックの容器に流し入れたグミにオブラートで蓋をした製造方法を採用し、オブラートの食感が当時は特徴だった。
1997年に一旦販売が終了された後、2008年1月8日にリニューアル発売された。その際、プラスチックの容器・オブラートは使われていない。
リニューアル発売当時は関東エリア（静岡県含む）限定であったが、2009年1月から全国で販売が開始された。

## 派生商品
グミ
- コーラアップ 難消化性デキストリン配合
- オレンジアップ
- ソーダアップ
- イチゴアップ
- レモンアップ
- うめぼしアップ
- ドリンクアップ（コーラアップ、レモンスカッシュ、ホワイトソーダが混ざった商品）
- ジンジャーエールアップ
- コーラアップ スプラッシュ（コーラアップに酸っぱいパウダーがまぶされた商品）
- ラムネアップ
- コーラアップ THE HARD
- メロンソーダアップ

ドリンク
- ポッカ ふってふってゼリー「コーラアップ味」
  - 明治傘下のポッカコーポレーション（現・ポッカサッポロフード&ビバレッジ）との共同開発商品。炭酸ガスを含有したゼリー状の清涼飲料水。容器を振る程度によって、固まり具合が異なる。

## 歴史
- 1980年 - 「コーラアップ」販売開始
- 1997年 - 「コーラアップ」販売終了
- 2008年1月8日 - 「コーラアップ」関東エリア（静岡県含む）限定で販売再開
- 2009年1月13日 - 「コーラアップ」全国で販売再開
- 2009年8月25日 - 「ドリンクアップ」販売開始

## CMキャラクター
- B&B（1980年）